# JR東海キヤ95系気動車
キヤ95系気動車（キヤ95けいきどうしゃ）は、東海旅客鉄道（JR東海）が保有する事業用気動車。車両先頭に黄色の塗装を施し「ドクター東海」の愛称がある。
全車が日本車輌製造で製造され、2025年（令和7年）4月1日現在、3両編成×2本（6両）が名古屋車両区に配置されている。

## 概要
従来の検測車である193系50番台の老朽化と、西日本旅客鉄道（JR西日本）から車両（キヤ191系）を借り入れ別々の車両で行っていた軌道関係と電気関係の検測を効率良く行うため、キハ75形をベースに設計・開発された。
1996年（平成8年）に第1編成（DR1）が登場し、試験走行を経たのち1997年（平成9年）3月30日から運用が開始された（本格的な検査作業開始は4月2日）。2005年（平成17年）4月には第2編成（DR2）が登場した。第2編成の導入費用は3両編成で18億円で、そのうち11億円は軌道検測車である。
気動車であるため、JR東海管内の在来線は電化・非電化を問わず検測が可能である。JR東海の路線（城北線を含む）のほか、線路が繋がっている名古屋港線・塩浜線、伊勢鉄道・樽見鉄道・愛知環状鉄道・天竜浜名湖鉄道・あおなみ線内での検測も担当している。

## 車両概説
オールステンレス車体を採用しており、側面腰部と幕板部には青の濃淡、裾部に黄色の帯がそれぞれ入る。正面部分は普通鋼製で、黄色一色に塗られている。冷房装置は従来気動車の機関直結式とは異なり、ディーゼル発電機を電源とする集約分散式が採用された。冷房装置自体は373系電車と同一の C-AU714形×2 である。
エンジンはカミンズ社製 C-DMF14HZB（350 PS）を両先頭車に各2基搭載し、変速機は新潟コンバータ製 C-DW14A(変速1段・直結2段)、ブレーキシステムは電気指令式空気ブレーキを採用している。これにより最高速度120 km/hでの検測が可能となり、営業列車運転中の時間帯でも他列車の運転に影響を与えることなく検測列車の運転が可能となった。なお、DR2編成ではエンジンを電子燃料制御方式の N14ER（C-DMF14HZC 360 PS/2100 rpm）とし環境にも配慮されている。
高い測定精度の確保、非営業列車のため高速化を必要としないなどの理由から振り子装置は搭載されておらず、曲線での速度制限から運転速度が低くなる中央本線では特急「しなの」を待避することもある。
車両には架線との接触状態などを確認するための下枠交差式パンタグラフが1基搭載されている。2021年（令和3年）現在、パンタグラフを用いた架線検測はDR2編成のみが担当している。かつてはDR1編成が担当していたが、2016年（平成28年）に互いのパンタグラフ装置を入れ替えている。

### DR2増備および新技術の導入
第1編成（DR1）の登場から10年が経過し、DR2の増備にあたっては新たな技術の導入が行われた。旧来のDR1に対しても機器の更新が行われ、DR2と同等の検査精度を確保した。導入された新技術は以下のとおりである。
- 継目板監視装置
- 画像処理のデジタル化
- 位置精度の向上
- 軌道データ処理の精度向上
- レール遊間測定精度の向上

これらの新技術搭載にあたり、それぞれの編成において3か月間の試験・確認・調整を行い、2006年（平成18年）4月から2編成による検査体制となった。これ以降、各路線において1か月に2回（昼間・夜間各1回）の軌道検測が実施されている。

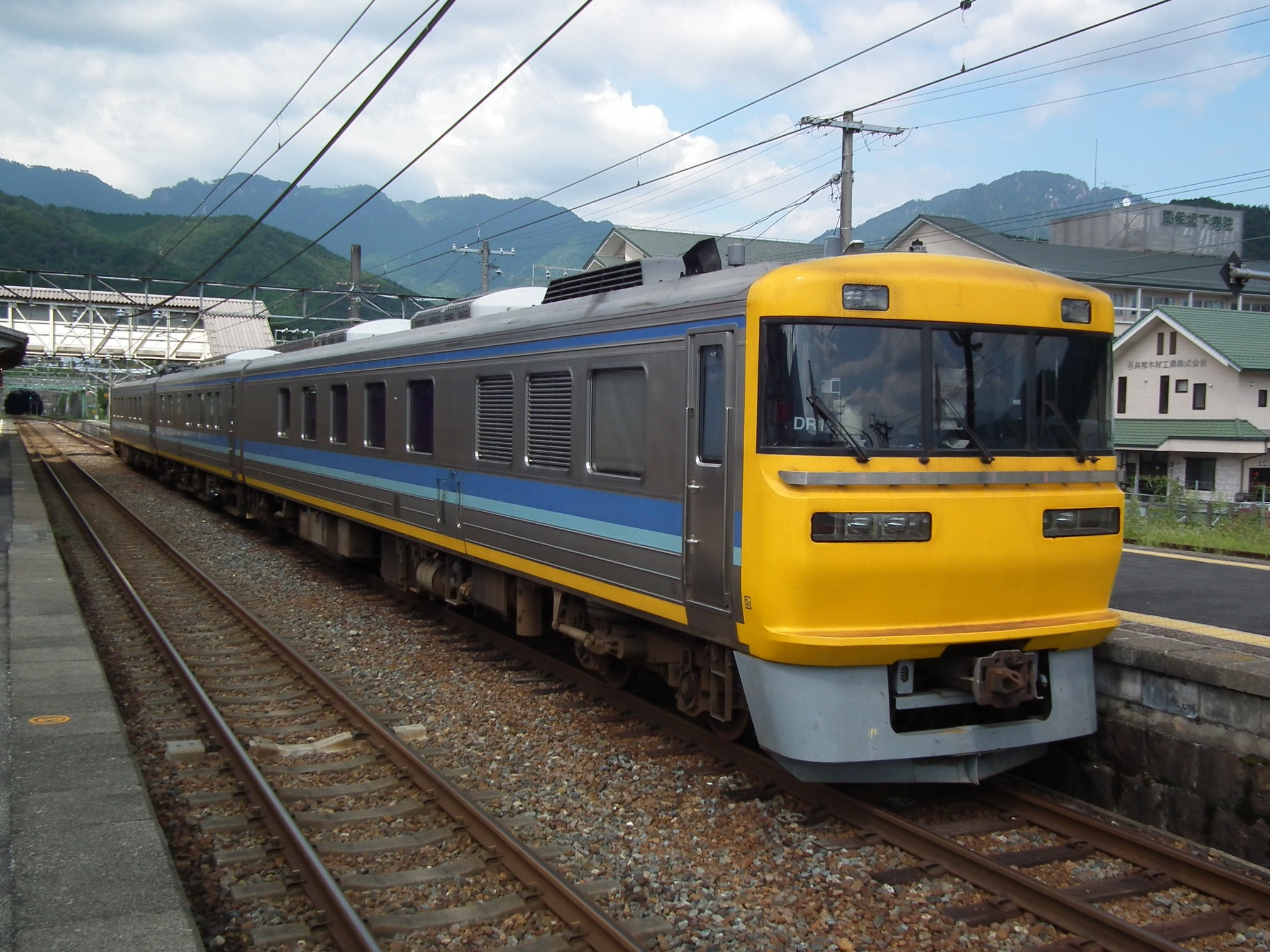
停車中のDR1編成
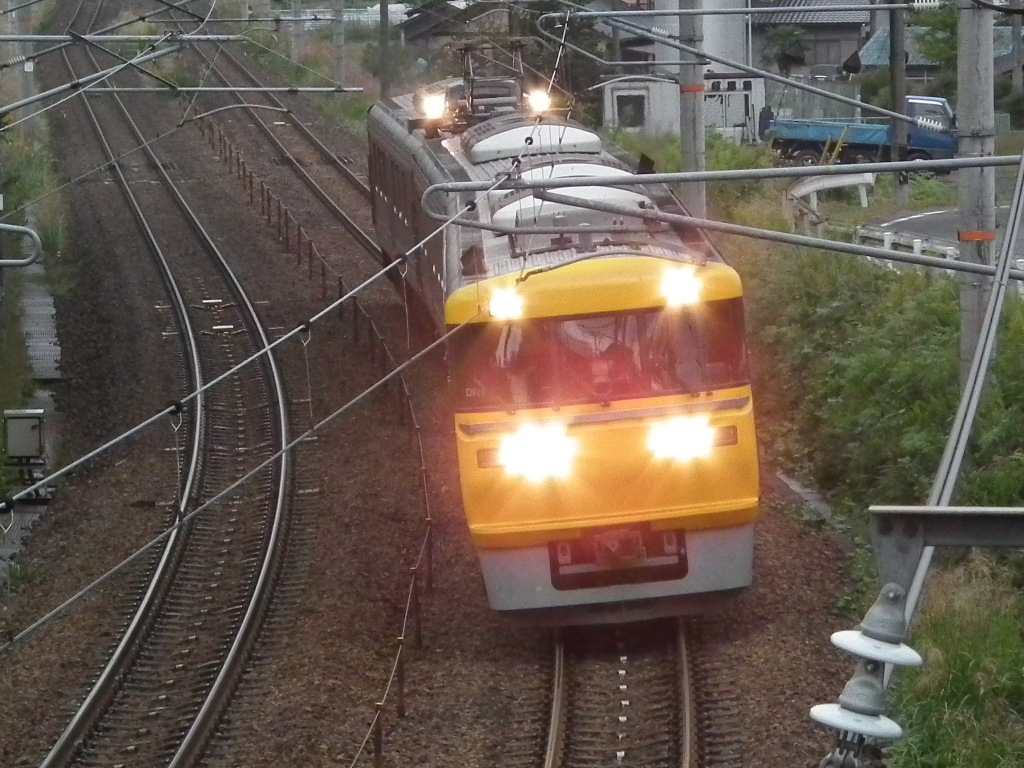
検測走行中のDR1編成。 架線検測のためパンタグラフが上昇し、サーチライトが点灯している。

## 形式・編成
車両番号1はDR1編成、2はDR2編成。

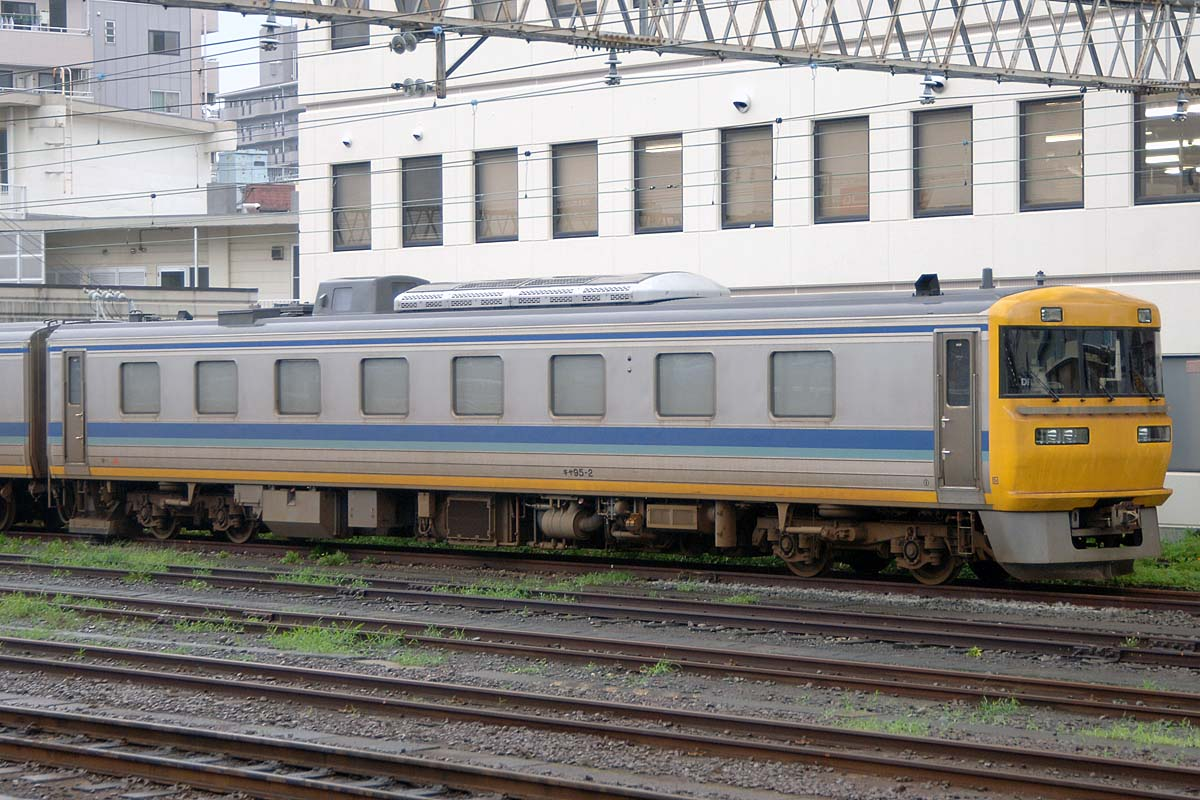
キヤ95形（1・2）
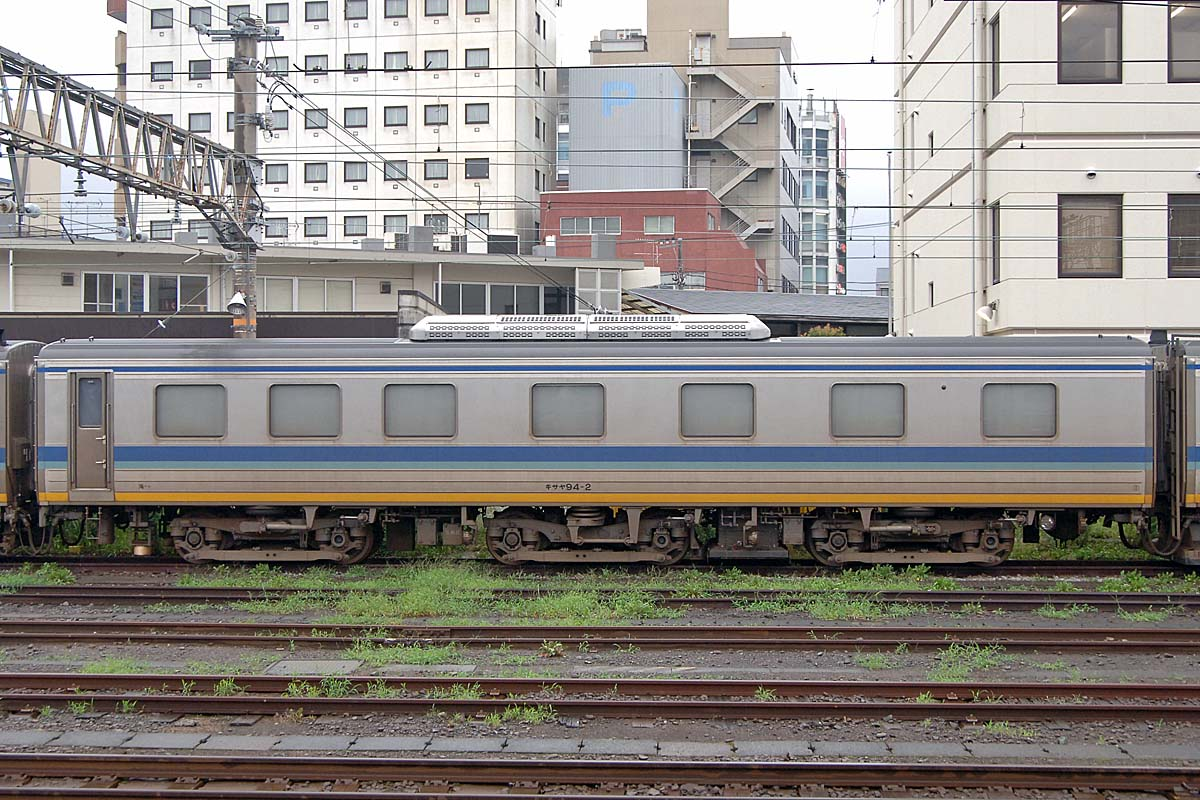
キサヤ94-2
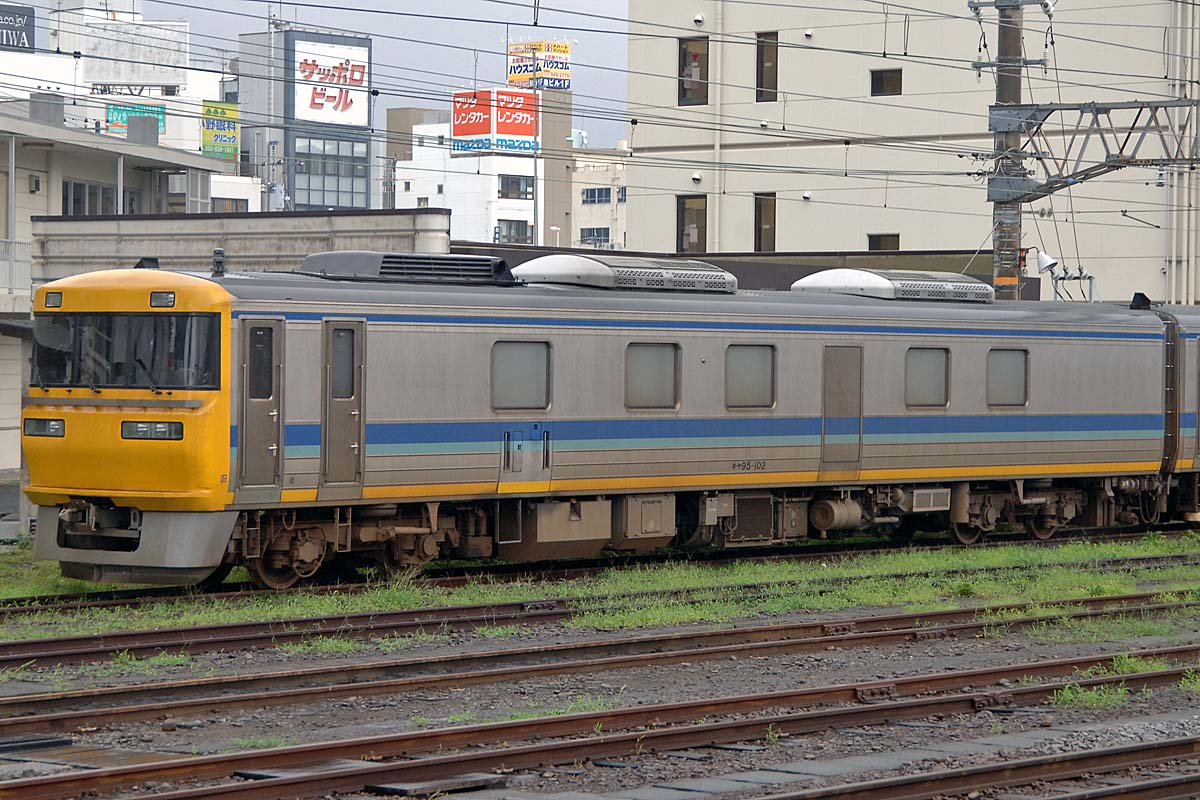
キヤ95-102

東海道本線上で東京向きの先頭車。架線測定など電力関係の検測を担当しており、上部には検測用パンタグラフを搭載するスペースや観測用ドーム等が設けられている。
- キサヤ94形（1・2）

駆動用エンジンを搭載しない付随車であり、編成の中間に組み込まれ軌道検測を担当する。走行用のほか、軌道検測用の台車を車両中央に搭載している。本系列の台車はボルスタレス台車が基本であるが、この検測用台車のみコイルばねによる枕ばり台車となっている。車内は検測機器のほか、職員用の休養室が設置されている。
なお、この中間車を外し、先頭車同士を連結した編成での検測も可能である。
- キヤ95形（1・2）

東海道本線上で神戸向きの先頭車で、信号・列車無線など信通関連の測定を担当している。また、冷房装置や車内電源を供給するディーゼル発電機が搭載されている。
| 形式     | ◇ キヤ95 -0 （Mc1） | キサヤ94 -0 （T） | キヤ95 -100 （Mc2） |
| 搭載設備 | 電力                | 軌道              | 信号・通信          |

- キヤ95-2
- キサヤ94-2
- キヤ95-102

## 車歴表
2025年（令和7年）4月1日現在
- 全車日本車輛製造で製造
- 全車名古屋車両区所属

| 東海道本線基準← 東京神戸 → | 東海道本線基準← 東京神戸 → | 東海道本線基準← 東京神戸 → | 東海道本線基準← 東京神戸 → | 東海道本線基準← 東京神戸 → | 東海道本線基準← 東京神戸 → |
| -------------------------- | -------------------------- | -------------------------- | -------------------------- | -------------------------- | -------------------------- |
| 編成番号                   | キヤ 95                    | キサヤ 94                  | キヤ 95                    | 落成日                     | 備考                       |
| DR1                        | 1                          | 1                          | 101                        | 1996/09/20                 |                            |
| DR2                        | 2                          | 2                          | 102                        | 2005/04/26                 | 検測用パンタグラフ搭載     |

## 日本国外への輸出について
1997年（平成11年）にドイツ鉄道より本系列と検測システムを導入したいという打診があり、交通新聞紙上において報じられたが、その後ドイツ側の事情により立ち消えとなった。